# Olympische Sommerspiele 2008/Teilnehmer (Saudi-Arabien)
| Gelbes Symbol für Goldmedaillen mit stilisierten Olympischen Ringen | Graues Symbol für Silbermedaillen mit stilisierten Olympischen Ringen | Braundes Symbol für Bronzemedaillen mit stilisierten Olympischen Ringen |
| ------------------------------------------------------------------- | --------------------------------------------------------------------- | ----------------------------------------------------------------------- |
| —                                                                   | —                                                                     | —                                                                       |

Saudi-Arabien nahm an den Olympischen Sommerspielen 2008 in Peking mit 15 Athleten an fünf Sportarten teil. Es waren die neunten Olympischen Sommerspiele für Saudi-Arabien. Es nahmen nur Männer teil.

## Teilnehmer nach Sportarten

### Gewichtheben
- Ali Hussein Aldhilab
Klasse bis 69 kg

### Leichtathletik
| Disziplin        | Athlet(en)                                   |
| ---------------- | -------------------------------------------- |
| 800 m            | Mohammed al-Salhi                            |
| 1500 m           | Mohammed Shaween                             |
| 5000 m           | Mukhlid al-Otaibi                            |
| 3000 m Hindernis | Ali al-Amri                                  |
| Weitsprung       | Hussein al-Sabee Mohamed Salman al-Khuwalidi |
| Kugelstoßen      | Sultan al-Habashi                            |
| Diskuswurf       | Sultan Mubarak al-Dawoodi                    |

### Reiten
| Abdullah Al Saud | Springreiten (Einzel & Mannschaft) |
| Faisal al-Shalan | Springreiten (Einzel & Mannschaft) |
| Kamal Bahamdan   | Springreiten (Einzel & Mannschaft) |
| Ramzy al-Duhami  | Springreiten (Einzel & Mannschaft) |

### Schießen
- Sayed al-Mutairi
Skeet

### Schwimmen
- Bader al-Muhana
100 m Schmetterling